# FFV 028
FFV 028 (av Svenska Försvarsmakten benämnd Stridsvagnsmina 6) är en fullbreddsverkande mina med riktad sprängverkan (RSV). 
Minan grävs ner och utlöses av förändringar i magnetfältet, exempelvis från större fordon som stridsvagnar eller pansarfordon. Minan är försedd med ett batteridrivet tändsystem som har en livslängd på cirka 6 till 12 månader. Transportsäkrad mina kan transporteras och hanteras med isatt batteri och är då helt klar för utläggning. 
Minan innehåller två sprängladdningar. Den första, mindre, spränger bort jorden mellan minan och fordonet och minans inbyggda elektronik. Den andra, huvudladdningen med riktad sprängverkan, ger ett genomslag som överstiger 50 mm i pansarplåt. Restverkan fås i form av tryck, brand och splitter inne i stridsfordonet. Vid träff mitt under stridsvagnsbandet slås detta av på grund av minans tryckverkan.
Det inbyggda röjningsskyddet är sådant att minan i regel inte utlöser mot minvält, kättingridå eller av detonation från minröjningsorm, närliggande mina och så vidare. Minan utlöses/skadas inte heller av åsknedslag/åskblixt, elektromagnetisk puls (EMP) eller elektromagnetiska röjningsmedel, men den kan utlösas av magnetfältet från en metalldetektor. Minan kan kompletteras med ett yttre röjningsskydd vilket ytterligare försvårar röjning av minan. Detta består av en cirkulär plastskiva som är konstruerad att passa i håligheten på minans botten. På plastskivans centrum finns det en permanentmagnet. Om den armerade minan skiljs från rubbningsskyddet utlöses minan. Minans funktion ändras inte av användningen av detta rubbningsskydd.
När minan är armerad får den inte återtas eller återsäkras utan röjs genom sprängning på plats. Föremål av metall (magnetiska) får inte flyttas eller föras in inom en cirkel av 1 meters radie från minan.

## Förpackning
Innehåll:
- 5 stycken minor.

Vikt: 40 kg.

### Webbkällor
- ”Stridsvagnsmina 6 (Strvm6) – FFV 028”. soldf.com. https://www.soldf.com/vapen/stridsvagnsmina-6-strvm6-ffv-028/. Läst 24 februari 2023.
- ”Practice Mine (FFV 028) LED Response Circuit: Design and Instructions”. Defence Research and Development Canada. 1 augusti 2018. https://cradpdf.drdc-rddc.gc.ca/PDFS/unc319/p807530_A1b.pdf.
- ”FFV-028 Landmine”. Collective Awareness to UXO. https://cat-uxo.com/explosive-hazards/landmines/ffv-028-landmine. Läst 24 februari 2023.